# Ro'i Folkman
Ro'i Folkman (hebrejsky רועי פולקמן‎; * 5. srpna 1975, Tel Aviv) je izraelský politik; poslanec Knesetu za stranu Kulanu.

## Biografie
Žije ve vesnici Nes Harim. Je ženatý, má dvě děti. Absolvoval Hebrejskou univerzitu a Harvardovu univerzitu. Působí na vysokém úřednickém postu na radnici Jeruzaléma a je poradcem starosty Nira Barkata.
Ve volbách v roce 2015 byl zvolen do Knesetu za stranu Kulanu.